# Stratosfear
Stratosfear es el séptimo álbum de estudio de la banda alemana de música electrónica Tangerine Dream. Grabado en Berlín y publicado en 1976 por Virgin Records es considerado uno de los más importantes de la trayectoria del grupo. Se caracteriza por incluir instrumentación acústica, presentar un sonido más melódico y menos experimental que sus trabajos previos.
John Bush, de AllMusic, lo califica como "el último álbum del gran trío Baumann - Franke - Froese muestra el deseo del grupo de avanzar más allá de su material estelar y apostar por una nueva dirección musical mientras otros aún intentaban enfrentarse a Phaedra y Rubycon".

## Producción
Stratosfear fue el último álbum de estudio grabado por la que se considera formación "clásica" en la trayectoria de Tangerine Dream integrada por Edgar Froese, Christopher Franke y Peter Baumann. Baumann, tras la edición de su primer disco en solitario Romance 76 (1976), se desvincularía como integrante del grupo a partir de 1978. Alcanzó el puesto 39 en la lista de ventas británicas permaneciendo en listas 4 semanas.
Integrado por cuatro canciones basadas en melodías de sintetizadores, secuenciadores e instrumentos de música electrónica, en el álbum también se hace un uso intenso de instrumentos acústicos como las guitarras de doce cuerdas, el piano o la armónica. Según comentó Edgar Froese hubo muchas dificultades en el proceso de grabación debido a problemas con los equipos como el secuenciador de Peter Baumann, averías repetidas en los multipistas del estudio o en la mesa de mezclas. Ello también repercutió en los músicos ya que tenían dudas sobre qué pistas debían formar parte del álbum.

"Pasaron muchas cosas durante esas sesiones: las cintas maestras a veces desaparecían del estudio, las pistas terminadas se borraban misteriosamente y la mesa de mezclas finalmente se convertía en humo. Los eventos que ocurrieron durante la fabricación de Stratosfear llenarían un libro entero."
Edgar Froese (1994) 

No obstante el resultado final satisfizo a sus creadores ya que la canción homónima ha formado parte en sus conciertos en vivo y ha sido versionada por Tangerine Dream a lo largo de los años.

"Normalmente, cuando entramos en el estudio, no hay música escrita y trabajamos por un sistema de ensayo y error. Trabajamos como Salvador Dalí, así que somos más desarrolladores que compositores. No escribimos música, luego la memorizamos, luego la reproducimos. No. Interpretamos pequeños fragmentos, los grabamos en cinta o en el ordenador, decidimos de inmediato si queremos mantenerlos o cambiarlos. Es un tipo de composición que no podría haber sucedido antes porque necesitarías una orquesta para tocar todas las partes."
Christopher Franke (1986) 

## Lista de temas
| N.º   | Título                                              | Escritor(es)                                  | Duración |  |
| 1.    | «Stratosfear»                                       | Peter Baumann Christopher Franke Edgar Froese | 10:38    |  |
| 2.    | «The Big Sleep In Search Of Hades»                  | Peter Baumann Christopher Franke Edgar Froese | 4:32     |  |
| 3.    | «3 A.M. At The Border Of The Marsh From Okefenokee» | Peter Baumann Christopher Franke Edgar Froese | 8:50     |  |
| 4.    | «Invisible Limits»                                  | Peter Baumann Christopher Franke Edgar Froese | 11:29    |  |
| 34:39 |                                                     |                                               |          |  |

## Personal
- Edgar Froese - órgano, melotrón, sintetizadores (incluyendo Moog), bajo, guitarra, armónica, piano, clave y percusión
- Christopher Franke - sintetizadores (incluyendo Moog), percusión, clave, melotrón y órgano
- Peter Baumann - órgano, sintetizadores (incluyendo Moog), teclados, piano, melotrón y sonidos electrónicos

- Ottmar Begler - ingeniero